# Jane Bryan
Jane O'Brien (Hollywood, 11 juni 1918 - Pebble Beach, 8 april 2009), later bekend als Jane Bryan, was een Amerikaans actrice.
Bryan kreeg in 1936 een filmcontract bij Warner Bros. Pictures en begon aan de lopende band in films te spelen. Ze zou in vier films samen met actrice Bette Davis spelen, voordat ze haar carrière in 1940 abrupt eindigde. In januari dat jaar trouwde ze namelijk met Justin Dart Sr.
Dart Sr. zou de adviseur worden van Ronald Reagan en ze adviseerden hem om zich verkiesbaar te laten stellen voor presidentschap. Reagan zou later president worden. Bryan zou later deel uitmaken van de Federal Arts Commission. Ze bleef met Dart Sr. getrouwd tot zijn dood in 1984 en kreeg één kind met hem.
Bryan zou nooit meer terugkeren naar de filmindustrie. Ook weigerde ze interviews af te leggen over haar filmcarrière. Wel bleef ze goed bevriend met haar filmcollega Davis. Ze stierf na een langdurige ziekte op 90-jarige leeftijd.

## Filmografie
- Biblioteca Nacional de España: XX5261645
- Bibliothèque nationale de France: cb14671379j (data)
- Gemeinsame Normdatei: 1208207989
- International Standard Name Identifier: 0000 0000 7844 3347
- Library of Congress Control Number: n87911859
- SNAC: w6hn94tv
- Virtual International Authority File: 38446410
- WorldCat: E39PBJv4hVhGW3x6kymmVQq4v3